# يون جين سيو
يون جين سيو (هانغل: 윤진서) ممثلة كورية جنوبية ولدت يوم 5 آب 1983 في سول.

## أعمالها

### أفلام
- الفتى العجوز (2003) - لي سو آه
- سيدة الانتقام (2005) - سجينة
- الحب السري (2010) - يون يي

### مسلسلات
- الورثة (2013) - تشا يون سوك
- عائلة نموذجية (2022) - اون جو[4]

## الجوائز والترشيحات
| السنة | الجائزة                              | الفئة                            | العمل                  | النتيجة |
| ----- | ------------------------------------ | -------------------------------- | ---------------------- | ------- |
| 2004  | الدورة 40 جوائز بايكسانغ للفنون      | أفضل ممثلة جديدة                 | الفتى العجوز           | فوز     |
| 2004  | الدورة 3 Korean Film Awards          | أفضل ممثلة ثانوية                | الفتى العجوز           | رُشِّح     |
| 2009  | الدورة 45 جوائز بايكسانغ للفنون      | الممثلة الأكثر شعبية             | The Moonlight of Seoul | رُشِّح     |
| 2014  | الدورة الاولى Wildflower Film Awards | أفضل ممثلة                       | Do You Hear She Sings? | رُشِّح     |
| 2016  | جوائز دراما إس بي إس                 | جائزة التميز، أفضل ممثلة مسلسلات | الفوز بالجائزة الكبرى ‏ | رُشِّح     |

## روابط خارجية
- يون جين سيو على موقع IMDb (الإنجليزية)
- يون جين سيو على موقع ألو سيني (الفرنسية)
- يون جين سيو على موقع أول موفي (الإنجليزية)
- يون جين سيو على موقع قاعدة بيانات الأفلام السويدية (السويدية)
- يون جين سيو على موقع قاعدة بيانات الفيلم (الإنجليزية)
- يون جين سيو على موقع كينوبويسك (الروسية)
- يون جين سيو على موقع كينوبويسك (الروسية)
- يون جين سيو على إنستغرام (بالكورية)
- مدونة يون جين سيو (بالكورية)
- يون جين سيو في إف إن سي إنترتينمنت (بالكورية)
- مقهى معجبي يون جين سيو في Daum (بالكورية)
- يون جين سيو على قاعدة بيانات الأفلام الكورية